# Krossobanen

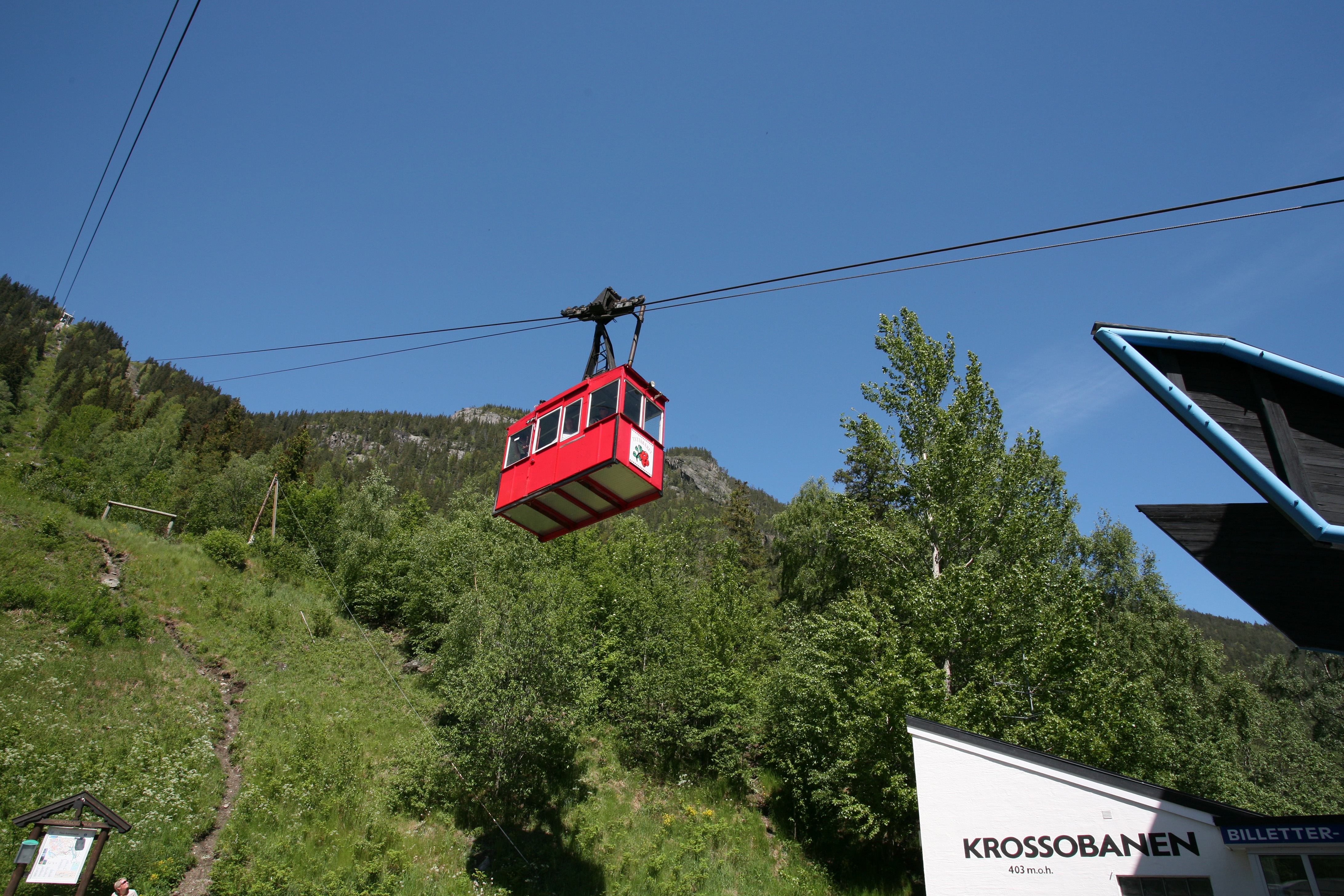
Krossobanen

Krossobanen is een kabelbaan naar de top van de Gvepseborg op de hoogvlakte Hardangervidda in Rjukan in de provincie Telemark in Noorwegen.
Het is de eerste kabelbaan in Noord-Europa. Hij is gebouwd in 1928 als cadeau van de Norsk Hydro aan de inwoners van Rjukan (Hydro's werknemers), zodat ze de zon konden zien in de wintermaanden van oktober tot maart. Te zien zijn onder andere de Gaustatoppen, Rjukan en Vemork.
Het dalstation ligt op 403 m, het bergstation (Gvepseborg) op 886 m. De rit duurt circa 4½ minuten. Bij het bergstation bevindt zich een uitzichttoren.